# Спинифексов термит
Спинифексовите термити (Nasutitermes triodiae) са вид насекоми от семейство Termitidae.
Таксонът е описан за пръв път от Уолтър Уилсън Фрогат през 1898 година.